# Ringeldorf
Ringeldorf ist eine Commune déléguée in der französischen Gemeinde Val-de-Moder mit 133 Einwohnern (Stand 1. Januar 2021) im Département Bas-Rhin in der Region Grand Est (bis 2015 Elsass). 

## Geschichte
Ringeldorf war ein Reichsdorf.
Am 1. Januar 2015 wechselte die Gemeinde Ringeldorf vom Arrondissement Strasbourg-Campagne zum Arrondissement Saverne. 
Die Gemeinde Ringeldorf war bis 2019 Teil der Communauté de communes du Pays de la Zorn. Am 1. Januar 2019 wurde sie in die Gemeinde Val-de-Moder eingegliedert und hat seither den Status einer Commune déléguée.

## Bevölkerungsentwicklung
| Jahr      | 1962 | 1968 | 1975 | 1982 | 1990 | 1999 | 2006 | 2012 | 2014 |
| Einwohner | 74   | 74   | 69   | 63   | 76   | 78   | 83   | 104  | 125  |